# Gustav Aurel Mindszenty
Gustav Aurel Mindszenty, auch mit der Schreibweise Gustav A. Mindszenti geführt, (* 19. Juli 1892 in Wien; † 10. August 1965 ebenda) war ein international tätiger, in mehreren Positionen arbeitender österreichischer Filmschaffender.

## Leben und Wirken
Der Sohn des Beamten Aurel Mindszenti und seiner Frau Maria Cäcilia, geb. Karl, stieß 1918 in seiner Heimatstadt Wien als Zeichner zum österreichischen Film. Sein nachfolgendes Œuvre ist stark eklektischer Natur. 1923 ist er als Regisseur und Drehbuchautor bei einem Stummfilm namens Helden des Alltags nachzuweisen, 1929 entwarf er in Deutschland die Filmbauten zu Reinhold Schünzels Kolonne X und beteiligte sich am Drehbuch zu dessen Peter, der Matrose. 1932 ging Mindszenty nach Großbritannien, wo er Regie beim mittellangen Streifen A Yell of a Night führte und sich am Drehbuch beteiligte.
Im darauf folgenden Jahr führte der Österreicher Regie beim einstündigen Drama A Royal Demand. Danach kehrte Gustav Aurel Mindszenty nach Wien zurück, wo die neu gegründete Wien-Film ihm 1939 die Kurzfilmregie bei Blonde Frau übern kurzen Weg anvertraute. Seine einzige filmische Tätigkeit während des Zweiten Weltkriegs sind die filmtechnischen Bauten zu der Dokumentation über Kriegsversehrte Der Wille zum Leben. Gleich nach Kriegsende wanderte Gustav Aurel Mindszenty in die Republik Südafrika aus. Dort ist er nur noch einmal mit einer filmischen Tätigkeit nachzuweisen, der Filmarchitektur bei einem 1947 erschienenen Film. Was Mindszenty anschließend beruflich tat, ist unbekannt. Er starb 1965 in Wien.

## Filmografie
- 1923: Helden des Alltags (Regie)
- 1929: Kolonne X (Bauten)
- 1929: Peter, der Matrose (Bauten)
- 1932: A Yell of a Night (Regie, Co-Drehbuch)
- 1933: A Royal Demand (Regie)
- 1939: Blonde Frau übern kurzen Weg (Regie)
- 1944: Der Wille zum Leben (Bauten)
- 1947: Pantoffel-regering (Bauten)